# Пітер Чарльз Девід
Пітер Чарльз Девід (26 липня 1957) — гренадський політик. Він є заступником Генерального секретаря Нової національної партії (NNP), (Гренада), депутатом Палати представників від міського округу Сент-Джордж і обіймав посаду міністра закордонних справ з липня 2008 року по листопад 2010 року. Згодом обіймав посаду міністра туризму, поки 30 квітня 2012 року не пішов у відставку.
Міністр закордонних справ Гренади.

## Життєпис
Закінчивши освіту в середній школі «Гренада Бойз», він вивчав право в Карлтонському університеті в Оттаві та університеті в Ессексі. Після закінчення працював юристом (адвокатом).
Девід розпочав свою політичну кар'єру під час Народної революції Моріса Бішопа проти режиму Еріка Гейрі в березні 1979 р., коли він став заступником міністра інформації тодішнього уряду чинної влади до 1983 року на посаді глави Радіо Вільна Гренада.
На виборах у листопаді 2003 року він був обраний кандидатом від Національно-демократичного конгресу (НДК) вперше членом Палати представників, де він представляє виборчий округ міста Сент-Джордж. Тодішня правляча Нова Національна партія (NNP) за прем'єр-міністра Кіті Клавдіус Мітчелл вчинила ряд дій щодо запобігання виконанню депутатського мандату Девідом, стверджуючи, що він є громадянином Канади і тому не має права. Однак цю скаргу було відхилено.
На виборах до Палати представників 8 липня 2008 р., які призвели до перемоги НДК, він був обраний знову за виборчим округом міста Сент-Джордж. Він був призначений міністром закордонних справ і туризму 13 липня 2008 року урядом, сформованим президентом NDC, а потім прем'єр-міністром Тілманом Томасом. Він також є генеральним секретарем НДК. Як міністр туризму, він керував, серед іншого, призначенням авіакомпанії Delta Airlines новий маршрут між Нью-Йорком та Гренадою. У рамках кадрових перестановок 1 серпня 2009 року він передав посаду міністра туризму колишньому міністру з питань соціального розвитку, праці та церковних відносин Гленнісу Робертсу.
26 вересня 2019 року на полях 74-ї сесії Генеральної Асамблеї ООН Міністр закордонних справ України Вадим Пристайко та Міністр закордонних справ Гренади Пітер Чарльз Девід підписали Спільне комюніке про встановлення дипломатичних відносин між Україною та Гренадою.